# Roelof Houwink
Roelof Houwink (* 1897 in Meppel; † 1988) war ein niederländischer Polymerwissenschaftler.
Houwink studierte Botanik an der Universität Delft und erhielt 1934 seinen Ph.D. Er war bereits seit 1925 bei Philips beschäftigt. Bei Studien über den Kautschukbaum wuchs sein Interesse an Gummi. Von 1939 bis 1956 war er Direktor des staatlichen Rubberinstituut der TNO in Delft. Darüber hinaus war er beim Reifenhersteller Vredestein tätig. Von 1957 bis 1962 war er Direktor des Reaktorzentrums (Reactor Centrum Nederland, RCN) in Den Haag.
Im Ruhestand beschäftigte er sich mit der unterhaltsam-populärwissenschaftlichen Darstellung wissenschaftlicher Fakten.
Zusammen mit Hermann F. Mark ist nach ihm die Mark-Houwink-Gleichung benannt.
Er ist der Vater von Chemiker und Biotechnologe Eric H. Houwink.

## Veröffentlichungen
- Elasticity, Plasticity and Structure of Matter. Cambridge University Press, London 1937.
  - dt. Elastizität/Plastizität und Struktur der Materie, Steinkopff, Dresden, Leipzig 1957 (2., erw. Aufl.)

- De fundamenten der plastische en elastische verschijnselen bij macromoleculaire stoffen, Rubber-Stichting, Delft 1943

- Grundriß der Technologie der synthetischen Hochmolekularen nach chemischen und physikalischen Gesichtspunkten., Geest und Portig, Leipzig 1952

- The odd book of data, Elsevier, 1965, Übersetzung J.M.D. Steen
- Sizing up science, John Murray Publishers, London, 1975,